# محمد أبو عبد الله
محمد أبو عبد الله (بالبنغالية: মোহামেদ আবু আব্দুল্লাহ)‏ هو منافس ألعاب قوى بنغلاديشي، ولد في 1 مارس 1981.

## وصلات خارجية
- محمد أبو عبد الله على موقع الاتحاد الدولي لألعاب القوى (الإنجليزية)
- محمد أبو عبد الله على موقع أوليمبيديا (الإنجليزية)